# 9-я Далматинская дивизия
9-я Далматинская дивизия НОАЮ (сербохорв. Девета далматинска дивизија НОВЈ / Deveta dalmatinska divizija NOVJ) — военное подразделение НОАЮ, участвовавшее в нескольких крупнейших сражениях Народно-освободительной борьбы Югославии.

## История
Сформирована 13 февраля 1943 в городе Имотски по личному указу Иосипа Броза Тито. В состав дивизии включены 3-я, 4-я и 5-я Далматинские бригады.
Боевое крещение приняла в битве на Неретве близ города Имотски и в Герцеговине, сражаясь с чётниками и немцами. Во время переправы через Неретву солдаты дивизии перевозили раненых и эвакуировали Главный госпиталь НОАЮ. Солдаты 9-й дивизии были недостаточно хорошо подготовлены, вследствие чего понесли тяжёлые потери: восемь человек умерли от обморожения, а вскоре в дивизии вспыхнула эпидемия тифа, которым солдаты заразились от раненых.
В марте-апреле дивизия дислоцировалась близ Невесиньского-Поля, отбивая совместные атаки итальянцев и чётников непрерывно. Однако 12 апреля 1943 дивизия из-за больших потерь и неудач в сражениях была расформирована, как и 4-я и 5-я Далматинские бригады (3-ю бригаду расформировали 3 июня 1943 во время битвы на Сутьеске).
Дивизия была заново сформирована в начале сентября 1943 по приказу 4-й оперативной зоны Главного штаба НОАЮ в Хорватии, в районе Сплита. Командовать дивизией был назначен Анте Банина, политруком стал Эдо Сантини. Дивизию сформировали на основе 1-й пролетарской Далматинской ударной бригады и 3-й Далматинской ударной бригады. 12 сентября 1943 в дивизию вернули 4-ю Далматинскую бригаду и повысили численность до 3 с половиной тысяч человек. С сентября 1943 года дивизия обороняла Сплит. После основания 7 октября 1943 8-го Далматинского корпуса и до конца войны дивизия подчинялась именно ему.
С декабря 1943 до конца июля 1944 года 9-я Далматинская дивизия участвовала во многочисленных операциях НОАЮ против сил 2-й танковой армии, освободила Ливно 10 октября 1944, боролась с немцами близ Лики и прикрывала правый фланг во время Книнской операции. В феврале 1945 участвовала в Мостарской операции, с марта по апрель в Ликско-приморской операции. В ходе штурма Триеста десант дивизии с острова Црес в устье Истры стал неожиданностью для сил 97-го корпуса вермахта и позволил другим силам НОАЮ успешно взять город.
Указом Верховного штаба НОАЮ с декабря 1944 года дивизия получила звание «ударной» в благодарность за достигнутые успехи.